# Cigclisula osburni
Cigclisula osburni är en mossdjursart som först beskrevs av Ernst Marcus 1955.  Cigclisula osburni ingår i släktet Cigclisula och familjen Colatooeciidae. Inga underarter finns listade i Catalogue of Life.